# Walerij Cyganow
Walerij Iwanowicz Cyganow (ros. Валерий Иванович Цыганов, ur. 14 października 1956 r.) – rosyjski narciarz alpejski reprezentujący ZSRR. Zajął 8. miejsce w zjeździe na igrzyskach w Lake Placid w 1980 r. Najlepszym wynikiem Cyganowa na mistrzostwach świata było 5. miejsce w kombinacji na mistrzostwach w Garmisch-Partenkirchen. Najlepsze wyniki w Pucharze Świata osiągnął w sezonie 1980/1981, kiedy to zajął 18. miejsce w klasyfikacji generalnej, a w klasyfikacji zjazdu był szósty.

## Sukcesy

### Puchar Świata

#### Miejsca w klasyfikacji generalnej
- 1978/1979 – 68.
- 1979/1980 – 28.
- 1980/1981 – 18.
- 1981/1982 – 39.
- 1983/1984 – 79.

#### Miejsca na podium
1. Aspen – 5 marca 1981 (zjazd) – 1. miejsce